# Julien Gruaz
Pour l’article ayant un titre homophone, voir Grua.
Julien Gruaz, né à Lausanne le 18 mars 1868 et mort dans la même ville le 13 mars 1952, est un numismate et conservateur de musée vaudois.

## Biographie
Né le 18 mars 1868 à Lausanne, Julien Gruaz fréquente la Faculté des lettres de Lausanne et devient membre de la société d'étudiants Belles-Lettres. Entré au Musée cantonal d'archéologie et d'histoire comme assistant en 1896 ainsi qu'au Cabinet des Médailles comme préparateur et assistant du directeur Aloys de Molin, Julien Gruaz remplace ce dernier à son décès en 1914. 
Jusqu'en 1934, Julien Gruaz assure la direction de ce musée, poursuit le catalogue-inventaire commencé par Arnold Morel-Fatio, intègre aux collections les trésors monétaires d'Hermenches et de Vidy et les trouvailles des fouilles faites à Saint-Sulpice, au Chasseron et ailleurs. Bien que retraité, Julien Gruaz est rappelé par le Conseil d'État en 1936 pour prendre la direction ad interim du Musée romain de Vidy. Il abandonne toutes ses fonctions en 1939.
Numismate, membre de la Société suisse de numismatique et archéologue amateur, Julien Gruaz est aussi poète et mélomane. Passionné d'orgue, il organise des concerts à Lausanne et publie des recueils de poèmes dont quelques-uns seront mis en musique par Jules Massenet. 

## Sources
- « Julien Gruaz », sur la base de données des personnalités vaudoises sur la plateforme « Patrinum » de la Bibliothèque cantonale et universitaire de Lausanne.
- Anne Geiser, « Julien Gruaz » dans le Dictionnaire historique de la Suisse en ligne.
- Bibliothèque du Musée monétaire cantonal, Lausanne - Handbuch der historischen Buchbestände der Schweiz